# Cinclodes albiventris
A Cinclodes albiventris a madarak (Aves) osztályának verébalakúak (Passeriformes) rendjébe és a fazekasmadár-félék (Furnariidae) családjába tartozó faj.

## Rendszerezése
A fajt Rodolfo Amando Philippi és Christian Ludwig Landbeck írták le 1861-ben, az Upucerthia nembe Upucerthia albiventris néven.
Egyes szervezetek a Cinclodes fuscus alfajaként sorolják be Cinclodes fuscus albiventris néven.

## Előfordulása
Argentína, Bolívia, Chile és Peru területén honos. Természetes élőhelye a mérsékelt övi, szubtrópusi és trópusi magaslati füves puszták és bokrosok, valamint vizes élőhelyek. Állandó, nem vonuló faj. 

## Természetvédelmi helyzete
Az elterjedési területe nagyon nagy, egyedszáma pedig stabil. A Természetvédelmi Világszövetség Vörös listáján nem fenyegetett fajként szerepel.